# Ceremošnja
Ceremošnja (en serbe cyrillique : Церемошња) est un village de Serbie situé dans la municipalité de Kučevo, district de Braničevo. Au recensement de 2011, il comptait 253 habitants.

## Géographie
Le village de Ceremošnja est situé dans l'est de la Serbie, à 147k m de Belgrade, 70,5 km de Požarevac et à environ 54 km de la frontière entre la Roumanie et la Serbie. 
La localité fait partie de la municipalité de Kučevo et est entourée des villages de Ravnište, Bukovska, Melnica, Vitovnica et Osanica. Elle comprend en son sein les quartiers de Plavčevo et Tupanarska.
Ceremošnja est en plein cœur des monts Homolje qui font partie des Carpates serbes. Le point culminant des monts Homolje est le mont Štubej ou Veliki Štubej (940 m) et se situe dans le sud du village.
Le village est célèbre grâce à la grotte de Ceremošnja qui porte son nom. Elle se situe à 533 m d'altitude et comporte 775,50 m de canaux explorés. Elle est l'une des plus belles grottes de Serbie.

## Histoire
Ceremošnja est mentionnée dans un recensement de 1818, comptabilisant sept foyers. Le village se développe avec la venue de propriétaires terriens et de paysans des villages voisins, majoritairement valaques.
Dans la deuxième moitié du XIXe siècle, les haïdouks qui se soulevaient contre le pouvoir politique ottoman, utilisaient la grotte de Ceremošnja pour se dissimuler. 

## Démographie

### Évolution historique de la population
| 1948 | 1953 | 1961 | 1971 | 1981 | 1991 | 2002 | 2011 |
| ---- | ---- | ---- | ---- | ---- | ---- | ---- | ---- |
| 588  | 573  | 617  | 567  | 471  | 425  | 317  | 253  |

|  |

## Culture
La sainte-patronne de Ceremošnja est Sainte Marguerite d'Antioche. Elle est célébrée communément par les habitants en tant que slava du village.
On trouve dans le village la maison de Panta Grujić, inscrite sur la liste des monuments culturels protégés de la République de Serbie. 